# Mairie de Badalone
La Mairie de Badalone (en catalan : Ajuntament de Badalona) est l'organe administratif de la ville de Badalone.

## Histoire
Le conseil municipal de Badalone est l'institution administrative de la municipalité de la ville de Badalone, en Catalogne.
Les origines d'une organisation communautaire minimale remontent au Moyen Âge, en 1595, lorsque Badalone est nommée municipalité indépendante.
Le maire actuel de Badalone est Rubén Guijarro.

## Architecture
L'édifice de la mairie de Badalone est l'œuvre de l'architecte Francisco de Paula del Villar y Lozano (1828-1921).

## Situation et accès
La mairie de Badalone est desservie par la ligne 2 du métro de Barcelone, à la station Badalona Pompeu Fabra.

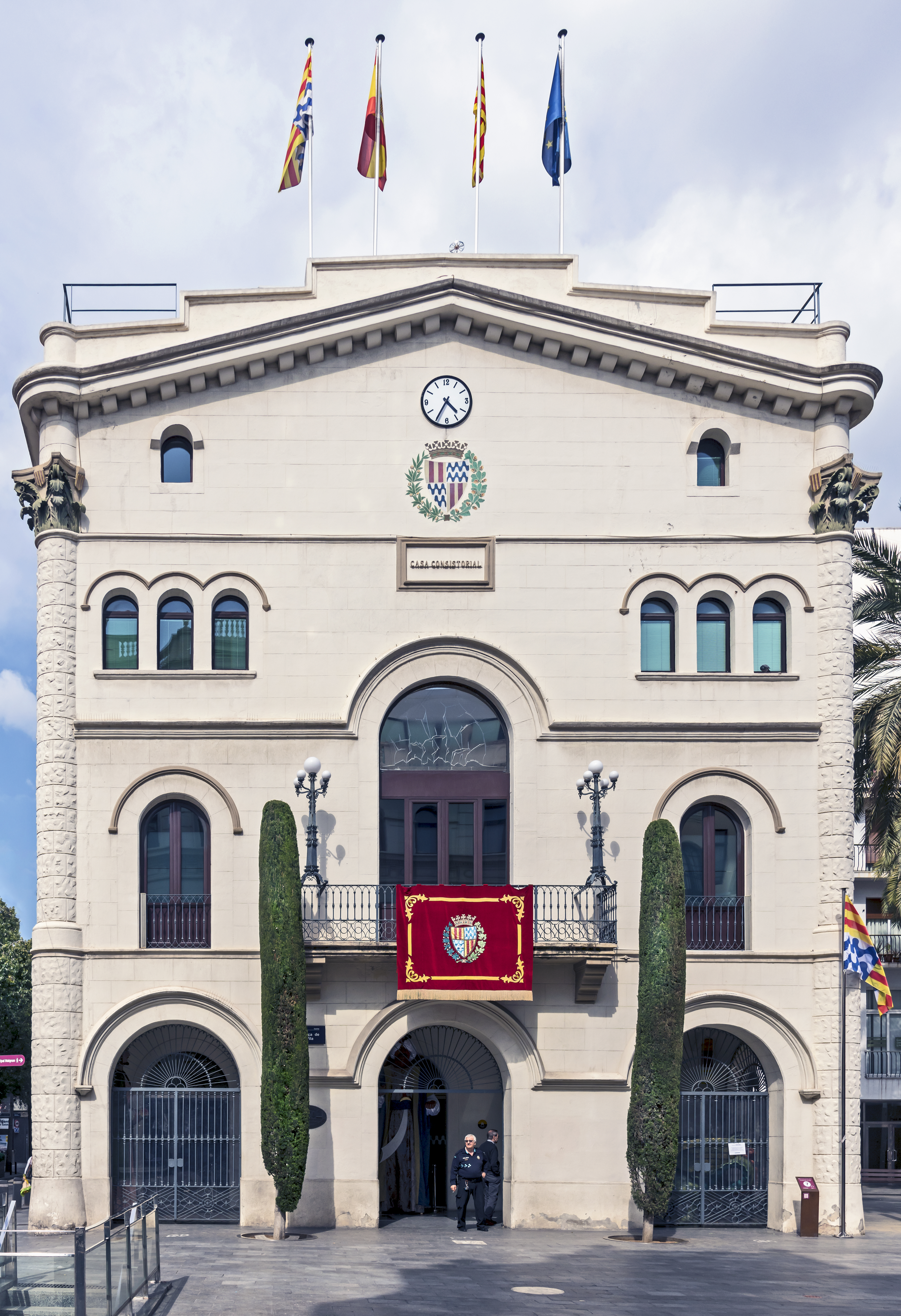
Mairie de Badalone, Plaça de la Vila.